# PASMO
PASMO (パスモ Pasumo?) es una  tarjeta inteligente recargable  sin contacto con funcionalidad de monedero electrónico que se emplea principalmente como medio de pago en el transporte público de Tokio y su área metropolitana (Japón). Además, se puede utilizar para pagar en máquinas expendedoras y tiendas adheridas.

Logotipo de PASMO.

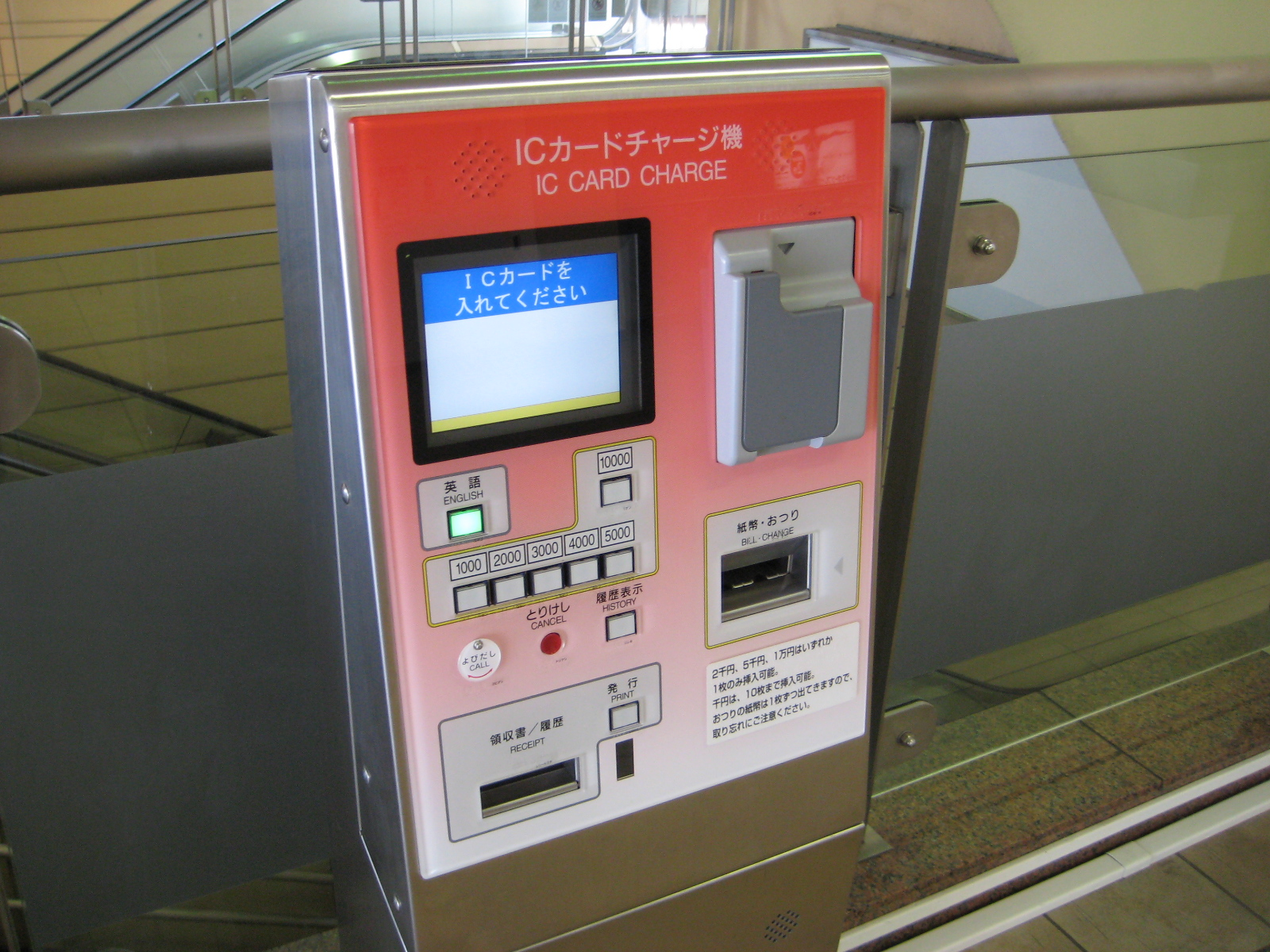
Terminal de carga de tarjetas PASMO.

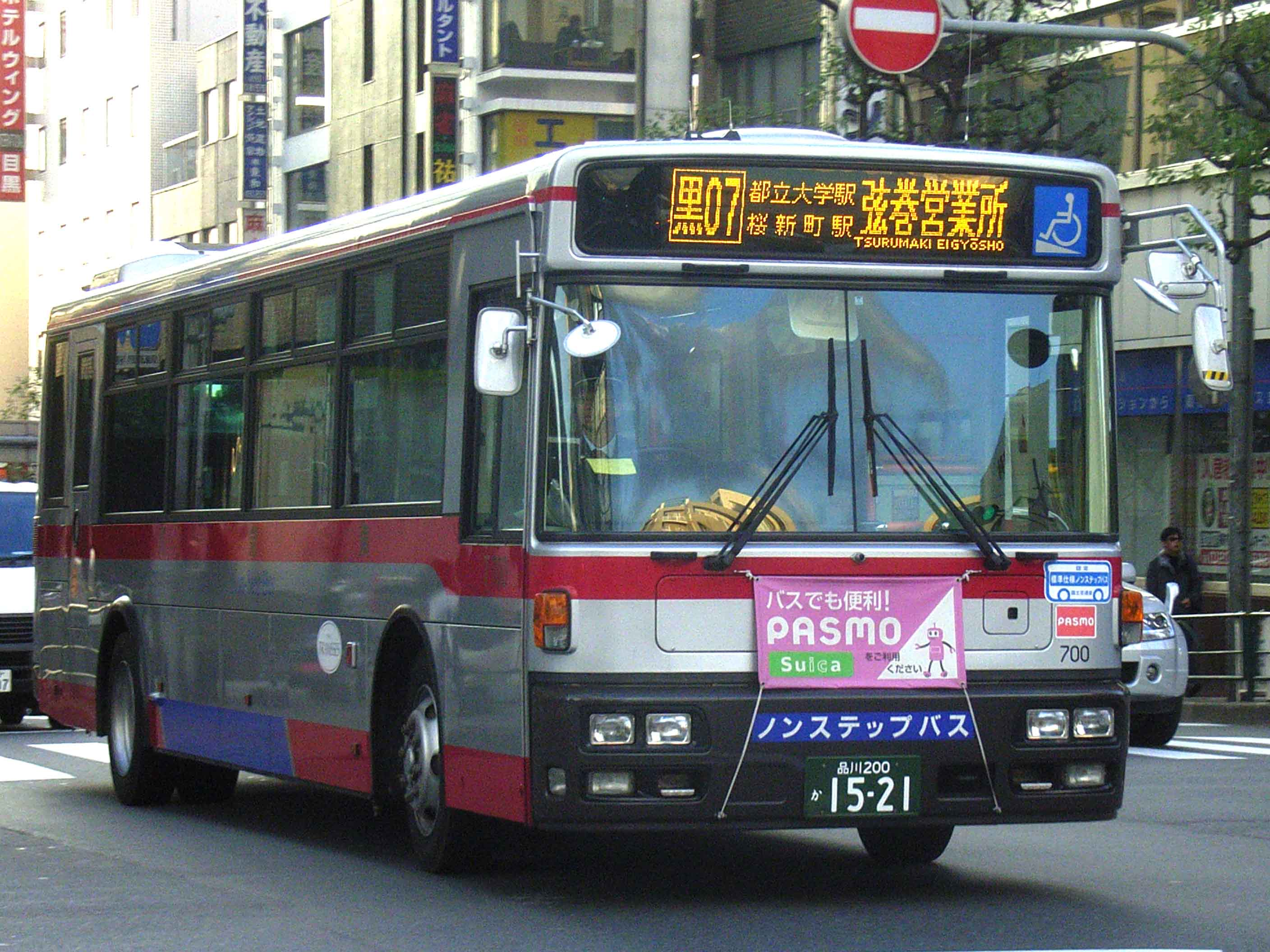
Un autobús de un operador adherido al sistema PASMO.

El sistema PASMO entró en funcionamiento el 18 de marzo de 2007 y constituye la evolución del sistema de tarjetas de banda magnética Passnet que utilizaban muchas líneas ferroviarias del Área del Gran Tokio no operadas por Japan Rail, como las líneas del Metro de Tokio. La tarjeta PASMO es interoperable desde sus inicios con la tarjeta Suica de la compañía ferroviaria JR East. En 2013 comenzó a poder usarse en las principales ciudades de Japón con la puesta en marcha del Servicio Nacional de Uso Mutuo (全国相互利用サービス Zenkoku Sōgo Riyō Sābisu?), un sistema que permite el uso recíproco y la interoperabilidad entre las tarjetas inteligentes de transporte con funcionalidad de monedero electrónico más utilizadas del país.
A fecha 16 de marzo de 2021, la red PASMO estaba integrada por 27 operadores ferroviarios y 78 operadores de autobuses de la región de Kantō, la prefectura de Yamanashi y la parte oriental de la prefectura de Shizuoka.
La tarjeta incorpora una tecnología de comunicación de campo cercano (NFC) sin contacto desarrollada por Sony que se denomina FeliCa. En 2021 la cifra de tarjetas PASMO emitidas alcanzó los 40 millones, una cantidad sólo superada por la Suica, con 87 millones.

## Historia
El sistema de tarjetas inteligentes PASMO entró en funcionamiento el 18 de marzo de 2007. En un principio estaba integrado por 23 operadores ferroviarios y 31 operadores de autobuses del Área del Gran Tokio, y ha ido ampliándose gradualmente desde entonces.
PASMO sustituyó al antiguo sistema de tarjetas de banda magnética Passnet (パスネット Pasunetto?), que utilizaban los operadores ferroviarios (principalmente, los ferrocarriles privados del Área del Gran Tokio), y a la denominada Tarjeta Compartida de Autobús (バス共通カード Basu kyōtsū kādo?), un sistema de tarjetas magnéticas de transporte con el que operaban diversas empresas de autobuses. Posteriormente, el sistema se amplió para incluir a aquellos operadores que no habían adoptado Passnet ni la Tarjeta Compartida de Autobús. En 2008 finalizó la venta y el uso de las tarjetas Passnet, y en 2010 ocurrió lo mismo con las Tarjetas Compartidas de Autobús.
En septiembre de 2019 se lanzó la tarjeta inteligente PASMO PASSPORT, destinada exclusivamente a turistas extranjeros que visitan Japón. En 2020 se lanzó la tarjeta virtual para dispositivos móviles Mobile PASMO.
A partir del 8 de junio de 2023, se suspendió la venta de tarjetas PASMO anónimas en soporte físico a causa de la escasez mundial de chips. El 2 de agosto del mismo año se suspendió la venta de tarjetas nominativas. En agosto de 2024 dejó de venderse la tarjeta PASMO PASSPORT, mientras que la emisión de tarjetas PASMO nominativas se reanudó el 1 de septiembre del mismo año.

## Etimología
El nombre «PASMO» se compone de PAS, en referencia al antiguo sistema Passnet, y de MO, que proviene de la palabra inglesa more que significa «más». Además, mo (モ?) es una partícula modal en japonés que significa «también», por lo que alude a la posibilidad de utilizarla en múltiples modos de transporte, como el metro, el tren, el autobús y el monorraíl.

## Diseño

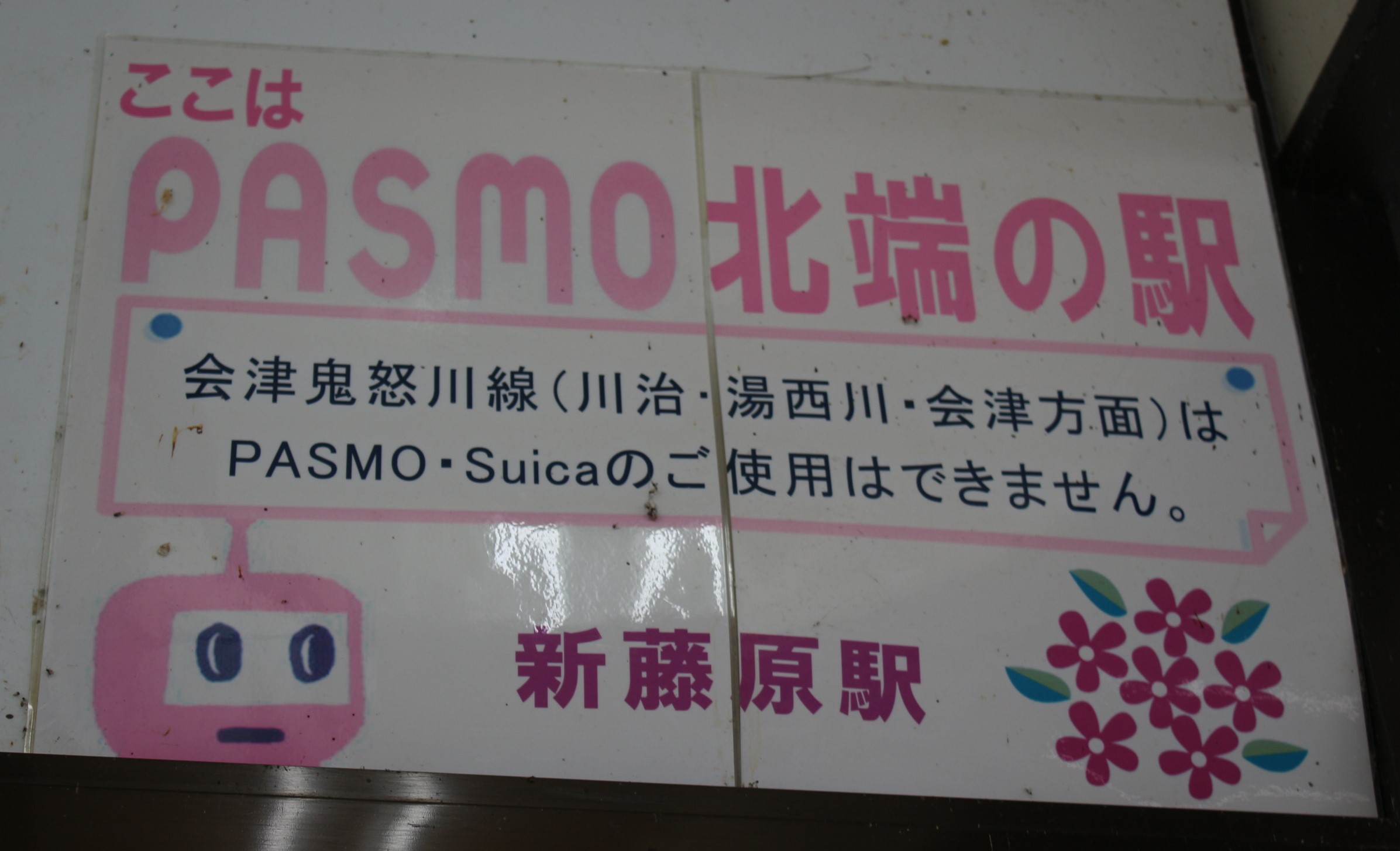
El robot en un cartel de la estación de Shin-Fujiwara (prefectura de Tochigi), perteneciente a la línea Kinugawa de Tobu Railway, que indica que es la más septentrional de la red PASMO.

El diseño de la tarjeta PASMO es obra de Shigenobu Kozuka, director creativo de Dentsu. Su color corporativo es el rosa y tiene como mascota un robot que, al igual que el pingüino de la Suica, no tiene nombre, aunque a menudo se le llama «robot PASMO» para distinguirlo de otros robots. Su color básico es el rosa, pero también pueden verse robots de otros colores en las páginas web y folletos de los distintos operadores ferroviarios. Fue diseñado por Tsubasa Adachi.

## Tipos
Existen los siguientes tipos de tarjetas PASMO:
- PASMO anónima: se vende en las máquinas expendedoras de billetes y no puede volver a expedirse en caso de pérdida. Aplica las tarifas de adultos, por lo que no la pueden utilizar los niños. Su venta en soporte físico se suspendió en junio de 2023 a causa de la escasez mundial de chips.[9]
- PASMO nominativa: se vende en las máquinas expendedoras de billetes y sólo la puede usar la persona cuyo nombre está impreso en la tarjeta. Al solicitarla, se deberán proporcionar una serie de datos personales como el nombre, el sexo, la fecha de nacimiento y el número de teléfono. Puede volver a emitirse en caso de pérdida, pero se deberá pagar una tasa de gestión. Se le puede cargar un abono de transporte para convertirla en una PASMO con abono de transporte.
- PASMO con abono de transporte: se trata de una PASMO nominativa en la que está cargado un abono de transportes para períodos de uno, tres o seis meses y válido para un trayecto determinado, que permite viajar de manera ilimitada entre las estaciones especificadas. Se puede utilizar para viajar fuera de la ruta cubierta por el abono, pues basta con acercar la tarjeta al lector de los tornos de las estaciones de origen y de destino para que el sistema calcule automáticamente el importe correspondiente al trayecto recorrido por la zona no cubierta, que se deducirá del saldo de la tarjeta.
- PASMO infantil: tarjeta PASMO nominativa para niños que aplica una tarifa reducida. Únicamente puede expedirse en las ventanillas de atención al cliente, ya que en el momento de la compra se debe acreditar la edad del titular mediante un certificado oficial o similar. Es válida hasta el 31 de marzo del año en que el niño cumple 12 años, y se puede seguir utilizando como PASMO de adulto si se realizan los trámites necesarios a partir del 1 de abril.
- PASMO con función de recarga automática: se trata de una PASMO nominativa que incorpora la función de recarga automática desde una tarjeta de crédito asociada cuando el saldo disponible baja de una determinada cantidad. A diferencia de la PASMO con tarjeta de crédito integrada, no se puede usar como tarjeta de crédito.
- PASMO con tarjeta de crédito integrada: combina una tarjeta PASMO y una tarjeta de crédito en un mismo soporte. La empezaron a comercializar el 15 de marzo de 2008 varias empresas privadas.[1]
- PASMO PASSPORT: se trataba de una tarjeta destinada a los turistas extranjeros que visitaban Japón. En el anverso llevaba dibujos de Hello Kitty y otros personajes de Sanrio, y ofrecía diversas ventajas en varias atracciones turísticas de la región de Kantō.[7] Se dejó de comercializar en agosto de 2024.[10]

## Uso

El logotipo «IC» del Servicio Nacional de Uso Mutuo.

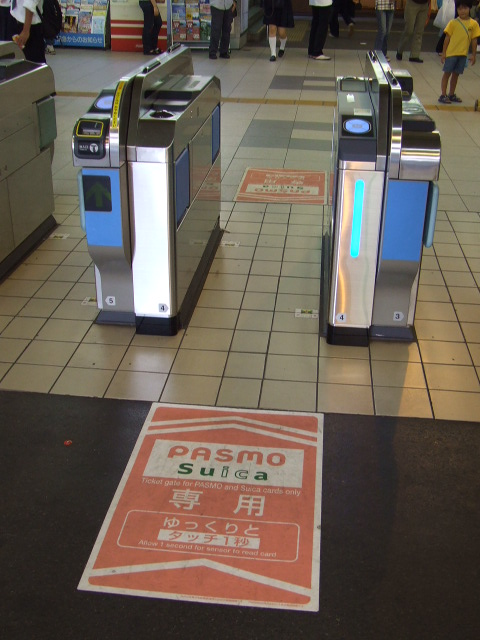
Tornos automáticos exclusivos para tarjetas PASMO y Suica.

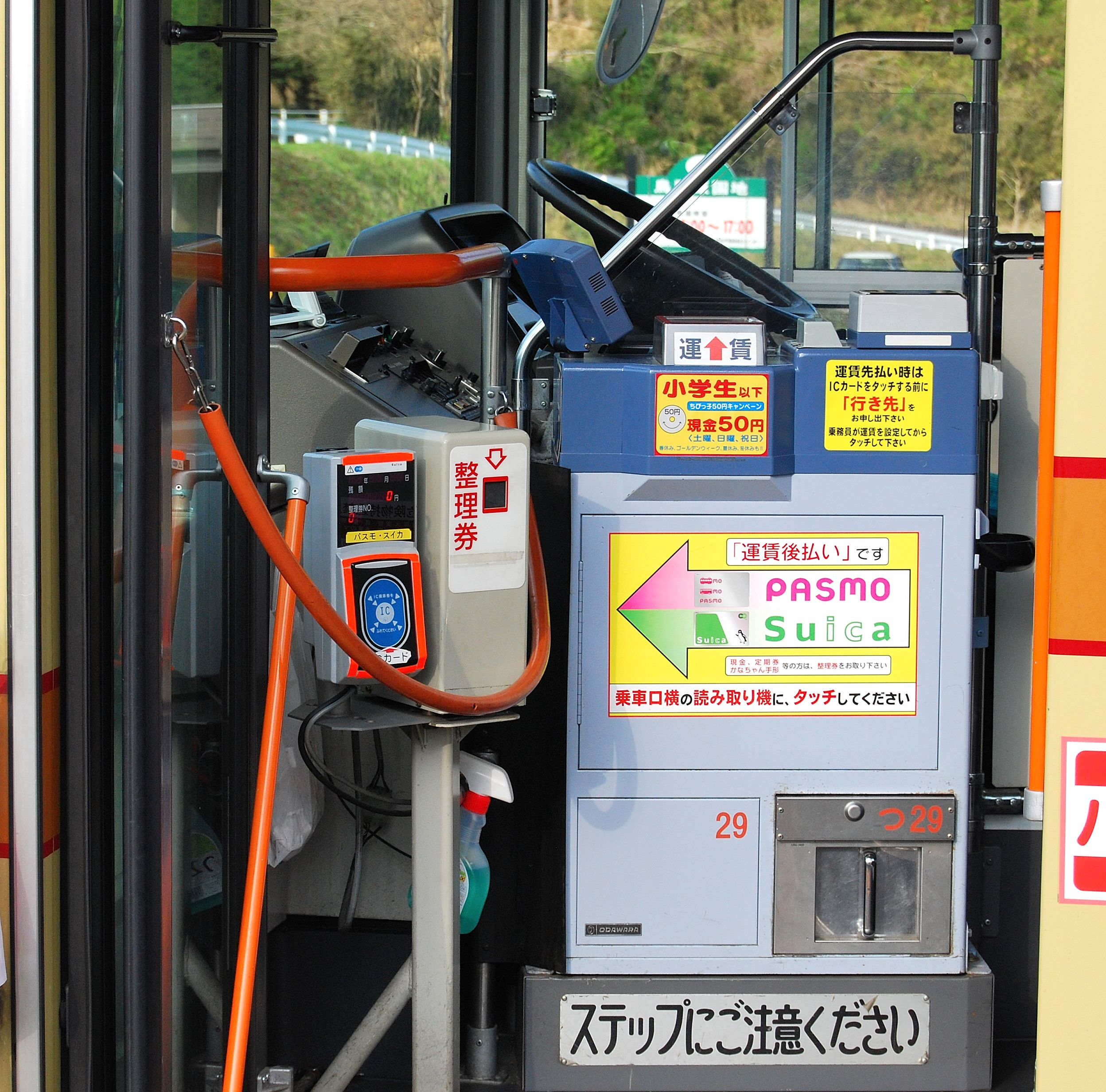
Lector de tarjetas inteligentes PASMO y Suica en un autobús.

La tarjeta PASMO funciona con un sistema de prepago que permite a los usuarios realizar pagos con el dinero previamente cargado en ella. También dispone de una función de monedero electrónico para comprar en tiendas y otros comercios que acepten las tarjetas inteligentes adheridas al Servicio Nacional de Uso Mutuo. Existen PASMO con función de recarga automática vinculadas a una tarjeta de crédito, así como PASMO con tarjeta de crédito integrada emitidas por los operadores ferroviarios privados.
Para utilizar la tarjeta PASMO, basta con pasarla por el lector de una canceladora automática (algunos operadores ferroviarios también disponen de canceladoras específicas) o por el lector de la máquina cobradora del autobús durante aproximadamente un segundo. La tecnología incorporada en la tarjeta permite que se pueda leer a poca distancia, incluso dentro de una cartera o una funda, por lo que no es imprescindible que haya contacto entre esta y el lector. No obstante, las instrucciones oficiales del operador recomiendan a los usuarios que la tarjeta toque el lector para asegurarse de que se encuentra dentro del radio de alcance del dispositivo (unos 10 cm) y evitar así errores de lectura. El saldo disponible aparecerá en la pantalla del torno.
Dado que la tarjeta es de prepago, deberá disponer de un saldo superior o igual al importe del trayecto mínimo. Una vez dentro de la red de transporte, el sistema autentica al usuario y abre una sesión en la tarjeta introduciendo el nombre de la estación de origen. Al salir de la red, el usuario debe repetir la operación en los tornos de la estación de destino. En ese momento, el sistema informático conoce el trayecto realizado por el usuario y descuenta de la tarjeta el importe correspondiente a la distancia recorrida. Si no hay suficiente saldo en la tarjeta para abonar el viaje realizado no se podrá pasar por los tornos de salida, por lo que habrá que recargarla en las máquinas de ajuste de tarifas que se sitúan antes de estos tornos.
La tarjeta PASMO quedará automáticamente invalidada si no se utiliza durante un período de 10 años.

### Venta
La PASMO se puede adquirir en las máquinas expendedoras de billetes, en los mostradores de venta y en las oficinas de expedición de abonos de las estaciones de ferrocarril de los operadores adheridos, así como en los centros de atención al cliente de las empresas de autobuses.  Algunos operadores de autobuses también ofrecen la venta a bordo.
A la hora de comprar una tarjeta PASMO nueva, ya sea anónima o nominativa, es posible cargarla con un saldo de 1.000, 2.000, 3.000, 4.000, 5.000 o 10.000 yenes. Estos importes incluyen una fianza de 500 yenes que no se pueden utilizar para viajar ni para hacer compras en comercios y que se reembolsan cuando se devuelve la tarjeta.
Desde el 15 de marzo de 2008 es posible añadir la función de recarga automática a las tarjetas PASMO nominativas.
La tarjeta PASMO PASSPORT tiene un precio de venta de 2.000 yenes y está exenta de fianza (aunque se cobran 500 yenes en concepto de tasa de expedición, por lo que el saldo disponible es de 1.500 yenes). Sólo se puede comprar en las ventanillas de las estaciones de los aeropuertos de Narita y Haneda, y es necesario presentar el pasaporte para verificar la identidad del titular.

### Recarga

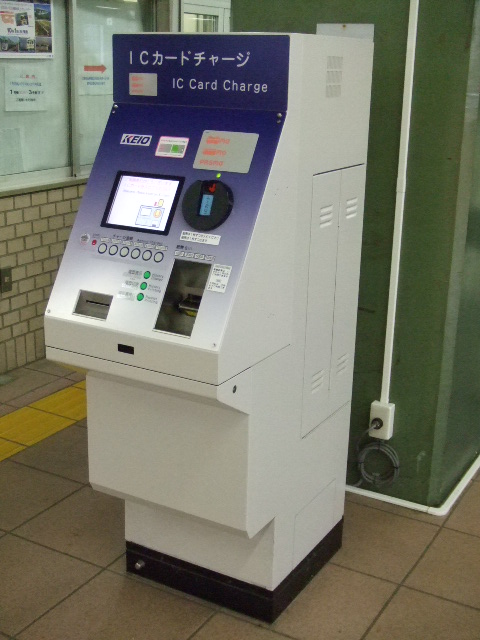
Una máquina de recarga de tarjetas inteligentes.

La tarjeta PASMO se puede recargar en las máquinas expendedoras de billetes compatibles con tarjetas inteligentes, en las máquinas de recarga y en los mostradores de las estaciones de tren. El importe que puede cargarse de una sola vez varía según el operador y la máquina. El saldo máximo de la tarjeta es de 20.000 yenes. En caso de recarga por error, podrá reembolsarse el importe ingresado, sin pagar gastos de gestión, únicamente si se realiza el mismo día y en la misma estación en la que se realizó la recarga, y siempre que no se haya utilizado la tarjeta después.
En los autobuses se puede recargar en incrementos de 1.000 yenes (sólo con billetes de 1.000 yenes), aunque la cantidad que se puede añadir a la tarjeta de una sola vez varía según el operador y la máquina. En los autobuses no es posible recargar la tarjeta si su saldo es superior a 10.001 yenes.
También se puede recargar en tiendas de conveniencia como FamilyMart, Lawson, 7-Eleven y Ministop.
Las tarjetas PASMO nominativas ofrecen un servicio de recarga automática mediante el cual se transfiere una cantidad de dinero desde una tarjeta de crédito asociada cuando el saldo disponible baja de una cantidad determinada.

## Tecnología
La tarjeta incorpora una tecnología de comunicación de campo cercano (NFC) sin contacto desarrollada por Sony y que se denomina FeliCa. Se trata de la misma tecnología que se emplea en las tarjetas electrónicas Edy de Japón, Octopus de Hong Kong y EZ-Link de Singapur.

## Dispositivos móviles
En marzo de 2020 se lanzó una versión para teléfonos móviles conocida como Mobile PASMO (モバイルPASMO Mobairu Pasumo?), que utiliza la funcionalidad de Mobile FeliCa y el sistema de pago Osaifu-Keitai.

## Interoperabilidad

Esquema de interoperabilidad

En 2007, fruto de un acuerdo de colaboración con JR East, los pasajeros comenzaron a poder utilizar indistintamente la tarjeta PASMO y la Suica para viajar en prácticamente todos los trenes, metros y autobuses del área metropolitana de Tokio. En 2013, la interoperabilidad se amplió a todo el país y la PASMO empezó a aceptarse en todo Japón en el marco del Servicio Nacional de Uso Mutuo.
No obstante, esta interoperabilidad presenta algunas limitaciones: por ejemplo, las tarjetas se pueden utilizar indistintamente dentro de cada zona, pero no para trayectos que atraviesen diferentes zonas (excepto algunos abonos de transporte). En este caso, es preciso comprar previamente el billete. Además, el servicio de recarga automática de la PASMO no funcionará si se utiliza fuera de su zona. Las solicitudes de alta de nuevas tarjetas o de reemisión de tarjetas extraviadas o dañadas deberán tramitarse en las estaciones y oficinas de atención al cliente del operador correspondiente, ya que estos no pueden emitir tarjetas de otras zonas.
El 22 de julio de 2014, Nintendo incorporó la posibilidad de pagar con las tarjetas PASMO y Suica en la tienda Nintendo eShop a través de la función NFC del Wii U GamePad y la New Nintendo 3DS.  Este servicio se dejó de ofrecer el 18 de enero de 2022.